# Pieter Schoubroeck

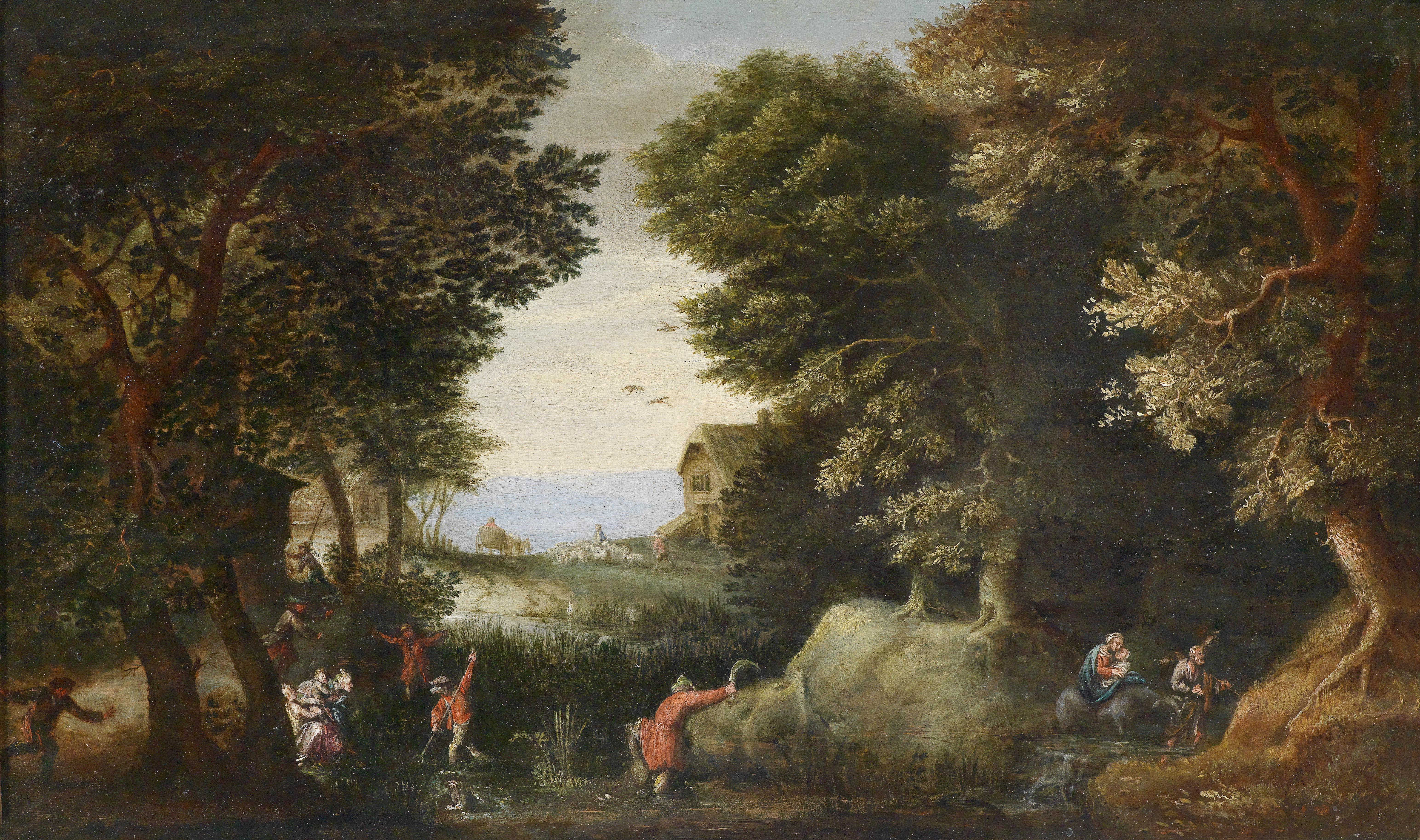
Leto transformant les paysans de Lycie en grenouilles de Pieter Schoubroeck, 1607.

Pieter Schoubroeck ou Schaubroeck, né vers 1570 à Heßheim et mort le 10 mai 1607 à Frankenthal, est un peintre paysagiste allemand de l’école de Frankenthal.
Schoubroeck a été actif en Italie en 1595, à Neurenberg de 1597 à 1600, et il s’est installé à Frankenthal en 1601. Peintre de paysages, il est considéré comme un membre de l’école de Frankenthal dont faisaient partie Gillis van Coninxloo, Anton Mirou, Hendrik van der Borcht l'Ancien et Hendrik van der Borcht fils (en).